# New York Motor Vehicle Company
New York Motor Vehicle Company war ein US-amerikanischer Hersteller von Automobilen.

## Unternehmensgeschichte
Das Unternehmen wurde im Sommer 1900 in Jersey City in New Jersey gegründet. P. H. Flynn war Präsident, Frederick C. Cochen Vizepräsident und P. Sherwood Dunn Sekretär und Schatzmeister. Generalmanager und Konstrukteur war Thomas F. Flynn – in seinem Nachruf 1928 findet sich allerdings die Schreibweise Thomas F. Flinn. Er betrieb außerdem eine mechanische Werkstätte in Brooklyn. Sie begannen mit der Entwicklung von Automobilen. Erst 1902 kam es zur Produktion. Der Markenname lautete Volomobile. Geplant war, die Fahrzeuge im Werk der Worcester Cycle Works in Middletown in Connecticut herzustellen. Stattdessen wurden die Wagen in Brooklyn montiert. Noch 1902 endete die Produktion. Insgesamt entstanden nur wenige Fahrzeuge.

## Fahrzeuge
Im Angebot standen ausschließlich Dampfwagen. Das Fahrgestell hatte 168 cm Radstand. Die offene Karosserie bot Platz für zwei Personen. Gelenkt wurde mit einem Lenkhebel. Das Leergewicht war mit etwa 544 kg angegeben.